# Solosancho
Solosancho község Spanyolországban, Ávila tartományban. Solosancho La Torre, Santa María del Arroyo, La Hija de Dios, Muñogalindo, Sotalbo és Padiernos községekkel határos. Lakosainak száma 758 fő (2024).

## Népesség
A település népessége az utóbbi években az alábbiak szerint változott:
| Lakosok száma | 1017 | 1032 | 1002 | 974  | 967  | 924  | 885  | 827  | 815  | 758  |
|               | 2001 | 2004 | 2006 | 2009 | 2011 | 2014 | 2016 | 2019 | 2021 | 2024 |